# Сярна киселина
Формулата на сярната киселина е {\textstyle {\ce {H2SO4}}}. Съдържа 2 водородни атома, един серен и 4 кислородни атома. Тя е един от най-масово произвежданите химикали с огромно значение за химическата промишленост. Често е наричана „гръбнак на химическата индустрия“. В миналото по количеството произведена сярна киселина се е съдело за развитието/индустриализацията на една държава.

## Строеж и физични свойства
Сярната киселина има молекулен строеж. В нея сярата е от шеста валентност. Химичните връзки са ковалентни, полярни. Тя е двуосновна киселина. Дисоциира се на два етапа:
{\displaystyle \mathrm {H_{2}SO_{4}\to \ HSO_{4}^{-}+H^{+};\ pK_{s,1}=-3} }
{\displaystyle \mathrm {HSO_{4}^{-}\leftrightarrow \ SO_{4}^{2-}+H^{+};\ pK_{s,2}=1,92} }
като H2SO4 е силна киселина, а HSO4 – средно силна киселина. Тоест разтворите на сярната киселина съдържат главно хидрогенсулфатен анион и малко сулфатен анион. Образува два вида соли – сулфати и хидрогенсулфати. Безводната сярна киселина е вискозна, безцветна и маслообразна течност (ρ = 1,89 g/cm3, която кристализира при 10,5 °C). Концентрираната сярна киселина може да разтвори серен триоксид, при което се получава олеум. Концентрираната сярна киселина дими на въздуха. Причината за това е отделящият се серен триоксид, който образува с влагата от въздуха капчици сярна киселина. Концентрираната сярна киселина жадно поглъща влагата от въздуха – хигроскопична е.
При контакт с органични материали сярната киселина извлича и абсорбира намиращата се в тях вода, овъглявайки ги. По тази причина е по-опасна от други киселини и причинява тежки изгаряния. При работа с нея, особено с по-концентрираните ѝ разтвори, трябва да се носи защитно облекло.
Сярната киселина се разтваря във всяко отношение във водата, като образува няколко хидрата (H2SO4 · xH2O). Отделя се голямо количество топлина, при което е възможно разтворът да изкипи и изпръска. При разреждане концентрираната киселина се налива във водата, а не обратното. Причините за това са, че сярната киселина е по-тежка от водата и потъва веднага на дъното на съда, при това се предотвратява изпръскването на киселината. Сместа на сярна киселина с вода има ацеотроп при 98,48% H2SO4 (1atm, Тац > 300 °C). При нагряване разредените разтвори могат да се концентрират до ацеотропния състав, тъй като парите съдържат повече вода, отколкото разтворът. Разредени разтвори на сярна киселина, оставени на въздуха, се концентрират бавно, което трябва да се има предвид при работа с нея.

## Химични свойства
Като всяка киселина взаимодейства с метали, основни оксиди и основи.
- с метали

{\displaystyle {\ce {H2SO4 + 2Na -> Na2SO4 + H2 ^}}}
- с основи (неутрализация)

{\displaystyle {\ce {H2SO4 + 2KOH -> K2SO4 + 2H2O}}}
- с основни оксиди

{\displaystyle {\ce {H2SO4 + K2O -> K2SO4 + H2O}}}
Концентрираната сярна киселина има силно окислително действие. Окислява както неорганични, така и органични вещества. За разлика от разредената сярна киселина, концентрираната взаимодейства със слабоактивни метали и не се отделя Н2.
При реакция със соли на (по-)слаби киселини води до образуване на съответната киселина и сулфат/хидрогенсулфат
{\displaystyle {\ce {H2SO4 + CH3COONa -> NaHSO4 + CH3COOH}}}
По този начин могат да се получат бариев сулфат и солна киселина
{\displaystyle {\ce {H2SO4 + BaCl2 -> BaSO4 v + 2HCl}}}

## Получаване
В древността е получавана при нагряването на сулфати (железен или меден). При това се отделя серен триоксид, който с вода дава сярна киселина. Йохан Глаубер получавал киселината при изгаряне на сяра смесена със селитра. Полученият при изгарянето на сярата диоксид се окислява от селитрата до серен триоксид. През XVIII в. в Англия се развил оловно-камерният метод. При този метод смес от серен диоксид и азотни оксиди (главно азотен диоксид NO2) се абсорбира от воден разтвор. Азотният диоксид окислява серния диоксид до серен триоксид (съответно сярна киселина), при което се получава и азотен оксид NO.
{\displaystyle {\ce {SO2 + NO2 + H2O -> H2SO4 + NO}}} ≈ 70%
Азотният оксид, като малко разтворим във вода газ, преминава в парната фаза, където се окислява от кислорода във въздуха до азотен диоксид. Той от своя страна се абсорбира отново от разтвора.
{\displaystyle {\ce {NO + O2 -> NO2}}}
При този метод азотният диоксид служи като катализатор на реакцията. Процесът се осъществявал в камери (lead chambers), облечени с олово, единственият познат тогава материал, който можел да устои на сярната киселина (стъклото трудно се използва за направата на големи апарати). Това дава и името на метода. Получената по този начин киселина имала сравнително ниска концентрация, тъй като при по-висока концентрация азотните оксиди не могат да катализират процеса.
При контактния метод се използват като катализатор V2O5, Pt и др. Нарича се така, защото окислението се извършва на повърхността на катализатора.
Най-напред се получава серен диоксид чрез изгаряне на сяра S, пържене на пирит FeS2 и др.:
{\displaystyle {\ce {S + O2 -> SO2}}}
или
{\displaystyle {\ce {4FeS2 + 11O2 -> 2Fe2O3 + 8SO2}}}
Серният диоксид реагира на повърхността на катализатора до серен триоксид.
{\displaystyle {\ce {2SO2 + O2 -> 2SO3}}}
Серният триоксид се разтваря в сярна киселина с образуването на пиросярна киселина, която при разреждане с вода дава сярна киселина.
{\displaystyle {\ce {SO3 + H2SO4 -> H2S2O7}}}
{\displaystyle \mathrm {H_{2}S_{2}O_{7}+H_{2}O\rightarrow H_{2}SO_{4}\approx 95\%} }
Директното разтваряне на SO3 във вода е възможно, но е силно екзотермичен процес и води до образуването на мъгла от H2SO4, а не течност. При този метод може да се получи концентрирана сярна киселина или олеум.

## Приложение
Сярната киселина е важна суровина при производството на редица други химикали. Големи количества от киселината се използват за получаването на минерални торове – амониев сулфат, суперфосфат (двоен, троен).
{\displaystyle \mathrm {H_{2}SO_{4}+2\ NH_{3}\rightarrow (NH_{4})_{2}SO_{4}} }
Калциевият фосфат е на практика неразтворим във вода, за да се улесни приемането му от растенията той се превръща в калциев дихидрогенфосфат (суперфосфат)
{\displaystyle \mathrm {Ca_{3}(PO_{4})_{2}+2\ H_{2}SO_{4}\rightarrow Ca(H_{2}PO_{4})_{2}+2\ CaSO_{4}\downarrow } }
Служи за получаването на фосфорна киселина или фосфати, които от своя страна се използват в перилни препарати и др. В смес с азотна киселина дава т.нар. нитрираща смес, с помощта на която се получават нитросъединения, експлозиви, багрила и др. При директна реакция с органични вещества (сулфониране) се получават алкилсулфонови киселини или алкилсулфонати, които се използват като повърхностно активни вещества. Служи за получаването на сулфати – син и зелен камък, алуминиев сулфат и др., получаване на титанов диоксид, разтваряне на различни руди и др. Използва се при рафиниране на петрол, като катализатор на различни реакции и др. Разредената киселина служи като електролит в оловните акумулатори. Сярната киселина е един от най-често използваните реактиви в лабораторната практика. Там служи като презерватив, за изсушаване в ексикатори, подкиселяване на разтвори и др.